# Casa Navarro (Xerta)
Casa Navarro és un edifici de Xerta (Baix Ebre) protegit com a bé cultural d'interès local.

## Descripció
És un edifici entre mitgeres de planta baixa, entresol, dos pisos i golfes obertes amb vuit arcs correguts de mig punt. La part inferior de la façana és de pedra vista.
Al capdamunt hi ha un voladís amb una cornisa esglaonada i tres canalons de ferro ornats i bastant sobresortints.
Les obertures dels dos pisos estan disposades de forma simètrica, amb dos balcons a cada pis amb mènsules, i a les golfes quatre arcs correguts a cada costat. L'eix de simetria de la façana és ocupat per una de les tres falses pilastres, amb basa i capitell jònic, que ocupen l'alçada del primer i segon pis de les golfes.
A la planta baixa hi ha dues entrades d'arc rebaixat. La superfície és de carreus de pedra, grans, regulars i molt ben tallats, amb buits amb brancals sobresortints.
A la part de l'esquerra destaca un petit balcó, únic element asimètric del conjunt, amb una mènsula de pedra en forma cònica invertida, element purament decoratiu amb barana de ferro corbada a sobre.
A la façana posterior de l'edifici, tots els pisos tenen galeries cobertes amb porxos formant arcs de mig punt d'obra vista als finestrals. Des de l'entresol es pot accedir al pati de la casa per unes escales tancades amb reixa forjada.
A l'interior destaca, a la planta baixa, l'àmplia entrada on hi ha un gran arc de mig punt coronat per cornisa que accedeix a les escales amb barana de forja. Al primer pis hi trobem el saló de la casa; el qual conserva decorats pintats al fresc. També destaca una petita sala de descans, situada al primer pis i ventilada per un ampli finestral que dona per la façana posterior al pati de la casa, on apareixen a les parets, unes pintures al fresc elaborades a finals del segle xix i que representen diferents llocs on la família tenia alguna relació.

## Història
Abans era una casa pairal benestant. Sobre les dues portes hi ha buit enreixat de forja amb la data de reforma de la façana (1859) i les inicials JN (José Navarro).
Durant la segona guerra carlina el general Ramón Cabrera va instal·lar el seu cuarter en aquest edifici. D'aquell període encara s'hi pot llegir en un extrem de la porta principal la paraula "GEFE".